# 남독실재사
남독실재사(南篤實齋舍)는 경상북도 안동시 서후면 성곡리에 있는 건축물이다. 2016년 11월 3일 안동시의 문화유산 제103호로 지정되었다.

## 지정 사유
남독실재사는 영양인(英陽人)으로 삼척부사(三陟府使)를 지낸 남부량(南富良)의 묘소를 수호하고 묘제를 지내기 위하여 지은 재사로 600년 전쯤에 창건한 것으로 추정되나 정확한 연대는 알 수 없다.
정면 4칸, 측면 2칸의 겹집으로 가운데 4칸통 대청을 두고 양측에 각각 온돌방을 놓았다. 건물은 덤벙 초석을 놓고 방주를 세운 5량 가 민도리형식의 홑처마 팔작지붕이다.
보존상태가 좋으며 전통적인 강당형 재사의 형태를 잘 간직하고 있다는 점에서 중요한 자료로서 가치가 있으므로 안동시 문화유산(유형유산)으로 지정한다.